# Il mondo perverso di Beatrice
Il mondo perverso di Beatrice è un film erotico del 1982 diretto da Alexander Borsky (alias Joe D'Amato).